# 마르쿠스 포르스
마르쿠스 포르스(핀란드어: Marcus Forss, 1999년 6월 18일 ~)는 핀란드의 축구 선수로, 현재 브렌트퍼드 FC에서 헐 시티 AFC로 임대되어 뛰고있다. 포지션은 공격수이다.